# Wassup
Wassup (hangul: 와썹, estilizado como WA$$UP) fue un grupo femenino surcoreano formado bajo Sony Music y Mafia Records. El grupo estaba compuesto en su última etapa por cuatro miembros: Nari, Jiae, Sujin y Wooju. Originalmente siendo un grupo de siete miembros, Jinju, Dain y Nada dejaron el grupo en febrero de 2017 tras presentar legalmente una demanda judicial en contra de Mafia Records. Debutaron con su canción, «와썹 (Wassup)», en el episodio del 7 de agosto de 2013 de MBC Music Show Champion. El 10 de febrero del 2019, Mafia Records anunció oficialmente la disolución del grupo, debido a la finalización del contrato de todas sus integrantes con la empresa.

## Historia

### 2013: «Hotter than a Summer» yNom Nom Nom
El 3 de agosto de 2013, Sony Music anunció un grupo de chicas que había estado entrenando durante tres años, con un género dancehall de música y baile de twerking. Sony Music dijo: "Wassup será diferente de otros grupos de chicas, con el objetivo de difundir la música hip hop a través de sus numerosas actividades". El 7 de agosto, el grupo lanzó su primer vídeo musical «와썹 (Wassup)». Posteriormente realizó su debut en MBC Music Show Champion. El 4 de septiembre, el grupo lanzó el vídeo musical de «Hotter Than A Summer», una canción de reggae compuesta por Red Roc y escrita por YE YO. El 20 de noviembre de 2013, el grupo lanzó su primer EP, Nom Nom Nom, junto a un vídeo musical para el sencillo principal del mismo nombre. Ellas tuvieron su presentación debut de la canción el mismo día. El EP Nom Nom Nom entró en el chart de álbumes de Gaon Korean en el número 23.

### 2014-2016: «Fire», «Shut Up U» y «Stupid Liar»
El 9 de junio de 2014, Wassup lanzó un vídeo musical para el sencillo «Fire». El vídeo fue hecho para celebrar la Copa Mundial de la FIFA 2014 que se celebró en Brasil. En el vídeo aparece el grupo que juega al fútbol en camisetas de Brasil y Corea del Sur. El EP Showtime de Wassup entró en el chart de álbumes de Gaon Korean en el número 55. El 8 de diciembre de 2014, lanzaron un vídeo musical para «시끄러워U (Shut Up U)».
El 18 de enero de 2015, el grupo lanzó un vídeo para «Stupid Liar». El vídeo fue bloqueado en varios países por motivos de derechos de autor. El vídeo fue re-editado el 26 de enero de 2015. El 25 de diciembre de 2015, el grupo lanzó un clip especial de Navidad para la canción «안아줘 (Hug Me)», del EP Showtime.
El 27 de noviembre de 2015, Wooju se torció el tobillo mientras practicaba movimientos de baile, causando que el regreso se retrasara más tarde. El 3 de febrero de 2016, Wassup lanzó un sencillo en colaboración con Madtown y Rooftop House Studio, «내 맘 을 아냐고 (Do You Know How I Feel)» en colaboración con Jooyi, una miembro anterior de Rania.

### 2017-2019: Salida de Nada, Dain y Jinju,ColorTVy disolución del grupo
El 1 de febrero de 2017, se anunció que Nada había dejado oficialmente el grupo después de una disputa con la empresa, después de que sus ganancias de participar en Unpretty Rapstar fueron adoptadas por la empresa y se aplicó a su deuda pre-debut. Después de que Nada le pidiera a la compañía que terminara su contrato, se negaron, lo que resultó en que Nada presentara una demanda para terminar por la fuerza su contrato. La compañía anunció que el grupo volvería como un cuarteto formado por Nari, Jiae, Sujin y Wooju, pero no hizo ninguna declaración sobre Jinju y Dain, lo que llevó a la especulación de que se habían ido también. El 2 de febrero, se anunció que Dain y Jinju también habían presentado una demanda para poner fin a sus contratos, a lo que la compañía reveló que el grupo todavía tenía 500 millones de won en deuda antes del debut.
El 31 de marzo, Wassup pre-lanzó la pista «Dominant Woman» un sencillo aparte de su tercer mini-álbum titulado Color TV para ser lanzado el 13 de abril de 2017.
Finalmente, el 10 de febrero de 2019, Mafia Records anunció oficialmente la disolución del grupo debido a la finalización de los contratos de sus integrantes.

## Miembros
| Miembros         | Miembros         | Miembros         | Miembros             | Miembros             | Miembros             | Miembros                                                                      | Miembros                                                           |                      |
| Nombre artístico | Nombre artístico | Nombre artístico | Nombre de nacimiento | Nombre de nacimiento | Nombre de nacimiento | Nacimiento                                                                    | Posición                                                           | Período de Actividad |
| Romanización     | Hangul           | Pinyin           | Romanización         | Hangul               | Pinyin               | Nacimiento                                                                    | Posición                                                           | Período de Actividad |
| ---------------- | ---------------- | ---------------- | -------------------- | -------------------- | -------------------- | ----------------------------------------------------------------------------- | ------------------------------------------------------------------ | -------------------- |
| Jinju            | 진주             | 眞株             | Park Jin-ju          | 박진주               | 朴眞株               | 28 de abril de 1990 (35 años) Seúl, Corea del Sur                             | Líder y vocalista líder                                            | 2013 ~ 2017          |
| Dain             | 다인             | 知恩             | Song Ji-eun          | 송지은               | 宋知恩               | 25 de mayo de 1990 (35 años) Seúl, Corea del Sur                              | Sub-vocalista, Sub-rapera y bailarina líder                        | 2013 ~ 2017          |
| Nada             | 나다             | 禮珍             | Yoon Ye-jin          | 윤예진               | 尹禮珍               | 24 de mayo de 1991 (34 años) Seúl, Corea del Sur                              | Rapera principal y bailarina líder                                 | 2013 ~ 2017          |
| Nari             | 나리             | 娜利             | Kim Na-ri            | 김나리               | 金娜利               | 5 de octubre de 1992 (32 años) Gangneung, Gangwon, Corea del Sur              | Vocalista líder y bailarina principal                              | 2013 ~ 2019          |
| Jiae             | 지애             | 智愛             | Kim Ji-ae            | 김지애               | 金智愛               | 31 de octubre de 1995 (29 años) Chungju, Chungcheong del Norte, Corea del Sur | Vocalista principal                                                | 2013 ~ 2019          |
| Sujin            | 수진             | 秀珍             | Bang Su-jin          | 방수진               | 方秀珍               | 26 de junio de 1996 (28 años) Seúl, Corea del Sur                             | Segunda maknae, vocalista líder y rapera líder                     | 2013 ~ 2019          |
| Wooju            | 우주             | 玗珠             | Kim Woo-ju           | 김우주               | 金玗珠               | 12 de agosto de 1996 (28 años) Seúl, Corea del Sur                            | Maknae, bailarina principal, rapera principal y vocalista de apoyo | 2013 ~ 2019          |

## Discografía

### EPs
| Título      | Detalles del álbum | Posiciones en gráficos | Ventas      |
| Título      | Detalles del álbum | COR                    | Ventas      |
| ----------- | --- | ---------------------- | ----------- |
| Nom Nom Nom | - Lanzamiento: 9 de noviembre de 2013 - Discográfica(s): Mafia Records, Sony Music Korea - Formatos: CD, descarga digital  | 23                     | COR: 1,190+ |
| Showtime    | - Lanzamiento: 25 de noviembre de 2014 - Discográfica(s): Mafia Records, Sony Music Korea - Formatos: CD, descarga digital | 55                     | COR: 961+   |
| Color TV    | - Lanzamiento: 13 de abril de 2017 - Discográfica(s): Mafia Records, Sony Music Korea - Formatos: CD, descarga digital     | —                      | —           |

### Sencillos
| Título                                                                                           | Año  | Posiciones en gráficos | Ventas (Descargas) | Álbum         |
| Título                                                                                           | Año  | COR                    | Ventas (Descargas) | Álbum         |
| ------------------------------------------------------------------------------------------------ | ---- | ---------------------- | ------------------ | ------------- |
| «와썹» (Wa$up)                                                                                   | 2013 | 175                    | COR: 20,366+       | Nom Nom Nom   |
| «Bang Bang» (Nada Solo)                                                                          | 2013 | —                      | —                  | Nom Nom Nom   |
| «Hotter Than A Summer»                                                                           | 2013 | 172                    | COR: 16,038+       | Nom Nom Nom   |
| «놈놈놈» (Nom Nom Nom)                                                                           | 2013 | 115                    | COR: 22,965+       | Nom Nom Nom   |
| «라팜팜파» (LA pam pam PA)                                                                       | 2013 | 162                    | COR: 17,131+       | LA pam pam PA |
| «Jingle Bell»                                                                                    | 2013 | —                      | —                  | LA pam pam PA |
| «Fire» (ft. M.TySON)                                                                             | 2014 | —                      | COR: 8,385+        | Fire 2014     |
| «시끄러워U» (Shut Up U)                                                                          | 2014 | —                      | COR: 4,542+        | Showtime      |
| «Stupid Liar» (ft. NiiHWA)                                                                       | 2015 | —                      | —                  | Showtime      |
| «내 맘을 아냐고» (Do You Know My Heart) (with Madtown ft. Jooyi)                                 | 2015 | —                      | —                  |               |
| «Dominant Woman»                                                                                 | 2017 | —                      | —                  |               |
| «칼라 TV» (Color TV)                                                                             | 2017 | —                      | —                  | Color TV      |
| "—" denota los lanzamientos que no han sido publicados o que no fueron publicados en esa región. |      |                        |                    |               |